# In It for the Money
Albums de Supergrass
I Should Coco
(1997) Supergrass
(1999)
Singles
1. "Going Out"
Sortie : 26 février 1996
2. "Richard III"
Sortie : 31 mars 1997
3. "Sun Hits the Sky"
Sortie : 9 juin 1997
4. "Late in the Day"
Sortie : 6 octobre 1997

In It for the Money est le deuxième album studio du groupe de rock anglais Supergrass. Il est sorti le 21 avril 1997 sur le label Parlophone.

## Historique
Cet album a été enregistré à l'exception du single Going Out pendant l'automne 1996 aux Sawmills Studios situé le long de la rivière Fowey dans les Cornouailles. Il sera produit par le groupe et par l'ingénieur du son du studio, John Cornfield. Les quatre singles tirés de cet album se classeront tous dans le top 20 en Grande-Bretagne.
Il se classa à la 2e place charts britanniques confirmant le succès du premier album du groupe I Should Coco paru deux ans plus tôt.

## Liste des titres
- Tous les titres sont signés par Supergrass et Robert Coombes

1. In It for the Money – 3:05
2. Richard III – 3:13
3. Tonight – 3:09
4. Late in the Day – 4:43
5. G-Song – 3:27
6. Sun Hits the Sky – 4:55
7. Going Out – 4:16
8. It's Not Me – 2:56
9. Cheapskate – 2:43
10. You Can See Me – 3:40
11. Hollow Little Reign – 4:08
12. Sometimes I Make You Sad – 2:48

## Musiciens
- Gaz Coombes : chant, guitares
- Danny Goffey : batterie, percussions, chœurs
- Mick Quinn : basse, chœurs

avec
- Robert Coombes : claviers
- Sam Williams : thérémine sur Richard III, production sur Going Out
- Satin Singh : percussions sur Sun Hits the Sky et Sometimes I Make You Sad
- Hornography : cuivres sur Tonight et Hollow Little Reign
- The Kick Horns : cuivres sur In It for the Money et Going Out

## Charts

### Album
Charts
| Pays                                 | Durée du classement | Meilleur classement | Date             |
| ------------------------------------ | ------------------- | ------------------- | ---------------- |
| Allemagne (GfK Entertainment)        | 1 semaine           | 85e                 | 5 mai 1997       |
| Australie (ARIA Charts)              | 2 semaines          | 28e                 | 15 juin 1997     |
| Belgique (W) (Ultratop)              | 1 semaine           | 79e                 | 4 septembre 2021 |
| Écosse (Scottish Album Chart)        | 25 semaines         | 3e                  | 27 avril 1997    |
| Finlande (Suomen virallinen lista)   | 1 semaine           | 37e                 | 14 juillet 1997  |
| France (SNEP)                        | 3 semaines          | 36e                 | 26 avril 1997    |
| Norvège (VG-lista)                   | 5 semaines          | 23e                 | 12 mai 1997      |
| Nouvelle-Zélande (RMNZ Albums Top40) | 31 semaines         | 7e                  | 11 mai 1997      |
| Pays-Bas (MegaCharts)                | 10 semaines         | 68e                 | 17 mai 1997      |
| Royaume-Uni (UK Albums Chart)        | 38 semaines         | 2e                  | 27 avril 1997    |
| Suède (Sverigetopplistan)            | 5 semaines          | 27e                 | 2 mai 1997       |

Certifications
| Pays             | Ventes  | Certification | Date              |
| ---------------- | ------- | ------------- | ----------------- |
| Nouvelle-Zélande | Or      | 7 500 +       | 21 septembre 1997 |
| Royaume-Uni      | Platine | 300 000 +     | 16 janvier 1998   |

### Singles
| Single           | Chart              | Durée du classement | Position | Date            |
| ---------------- | ------------------ | ------------------- | -------- | --------------- |
| Going Out        | (UK Singles Chart) | 7 semaines          | 5e       | 3 mars 1996     |
| Going Out        | (IRMA)             | 4 semaines          | 20e      | 7 mars 1996     |
| Richard III      | (UK Singles Chart) | 7 semaines          | 2e       | 6 avril 1997    |
| Richard III      | (IRMA)             | 1 semaine           | 30e      | 17 avril 1997   |
| Sun Hits the Sky | (UK Singles Chart) | 4 semaines          | 10e      | 21 juin 1997    |
| Sun Hits the Sky | (Single Top 100)   | 4 semaines          | 81e      | 28 juin 1997    |
| Late in the Day  | (UK Singles Chart) | 4 semaines          | 18e      | 12 octobre 1997 |